# Movimiento de los Focolares
El Movimiento de los Focolares u Obra de María es un movimiento eclesial dentro de la Iglesia católica, fundado por Chiara Lubich en Trento durante el periodo de posguerra, caracterizado por su vocación al ecumenismo y al diálogo interreligioso. Entre sus objetivos está el promover la unidad y la fraternidad universal en el amor al prójimo. Parte de sus premisas es la llamada regla de oro, presente en casi todas las religiones.
El Movimiento de los Focolares comprende distintos ámbitos y «ramas»: jóvenes, niños, adultos, sacerdotes, consagrados, matrimonios, en distintas áreas profesionales como educación, salud, economía, política, artes, entre otras. Son además los impulsores de la denominada «economía de comunión».
Reconocido por la Iglesia católica en 1990, el Movimiento de los Focolares tiene más de 140 mil animadores a nivel mundial. Según fuentes del movimiento, cuenta aproximadamente con dos millones de seguidores y simpatizantes en el mundo, y está presente en 182 países, incluyendo lugares donde los católicos son una minoría, como los países árabes.
La palabra "focolar" es un italianismo que significa "fuego del hogar", haciendo alusión a la atmósfera cálida y protectora de la familia.
Desde el 1 de febrero de 2021 es presidido por Margaret Karram, elegida en la Asamblea General en sustitución de Maria Voce.

## Fundación

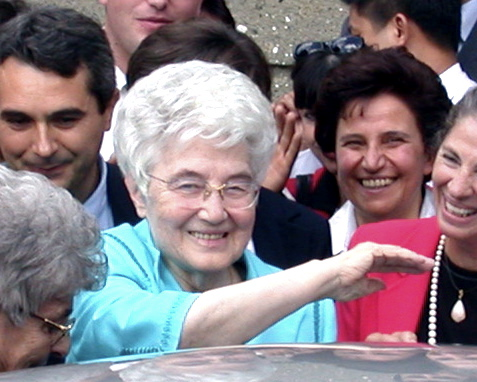
Chiara Lubich, fundadora del Movimiento de los Focolares

El Movimiento fue fundado en el año 1943 en Trento por Chiara Lubich (1920-2008), en ese tiempo una joven italiana estudiante de filosofía que debió abandonar los estudios debido a los embates de la Segunda Guerra Mundial. Cuando la ciudad de Trento era bombardeada, sus habitantes tenían que refugiarse y ocultarse en un refugio antiaéreo, entre ellos Chiara y sus amigas, no llevando ellas nada más que los evangelios para leer. Chiara anima a sus compañeras a vivir como una premisa la palabra del Evangelio diariamente. Es así como (según relataría Lubich después), en medio del caos y el sufrimiento, ayudando, acogiendo y sobre todo amando al prójimo, nace este movimiento, al que después de terminada la guerra, se unirían más y más personas.
También se reconocen como cofundadores del movimiento, al sacerdote Pascuale Foresi, fallecido en 2015, y a Igino Giordani, padre de familia, periodista, político y escritor, fallecido en 1980.
La organización fue aprobada por la Santa Sede en 1962 y en sus sucesivos desarrollos desde entonces. Tiene su sede en Rocca di Papa, en Roma-Italia. 

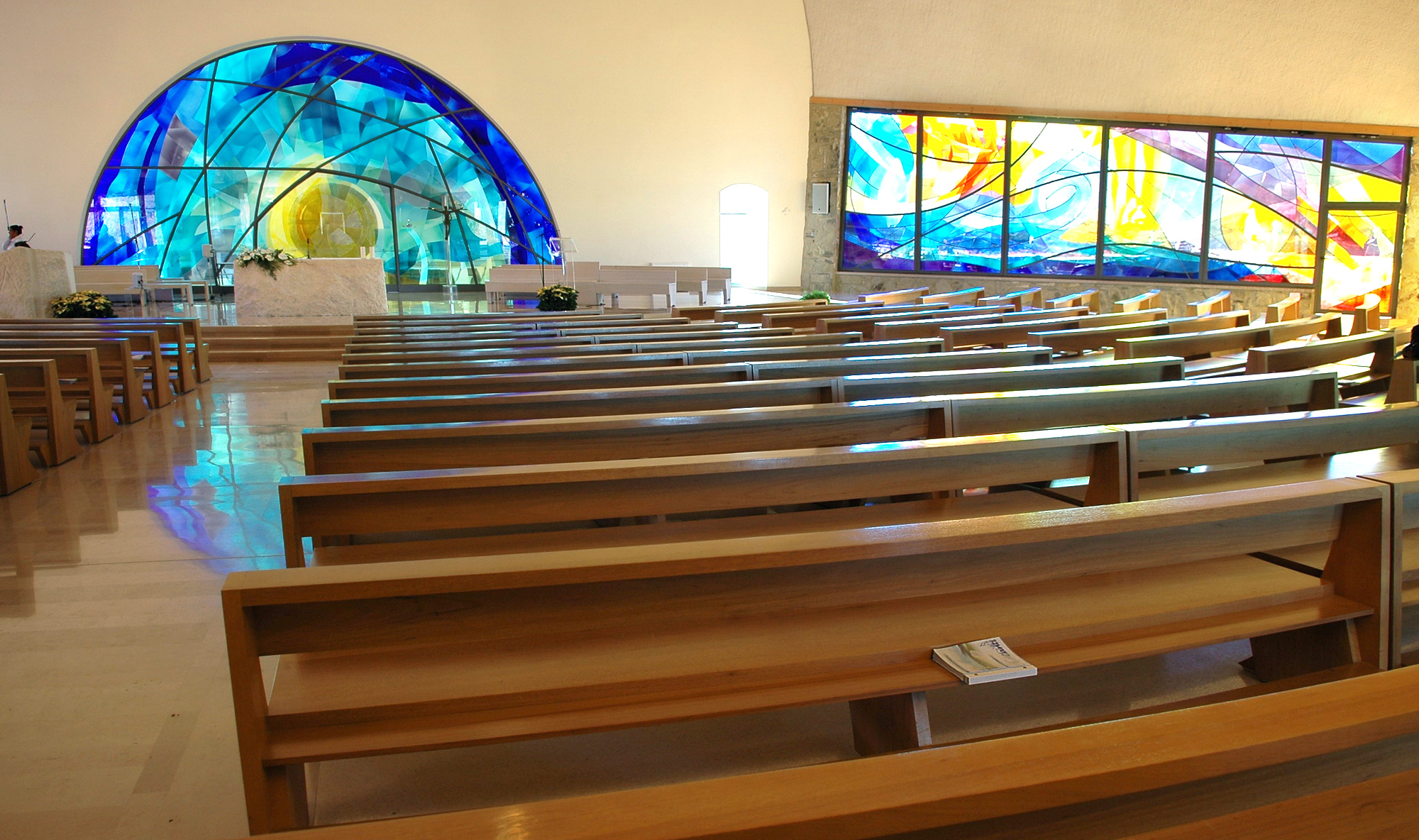
Iglesia focolar en Loppiano

También ha recibido reconocimientos de instituciones cristianas no católicas como las Iglesias Ortodoxa, Anglicana y Luterana, y de representantes de otras religiones no cristianas (judíos, musulmanes, budistas, hinduistas, animistas) y de diversos organismos culturales e internacionales.

## Miembros destacados
Varios integrantes de distintas ramas del movimiento de los Focolares, están inscritos en la lista de los venerables, siervos de Dios y beatos de la Iglesia católica:
- Beata Chiara Badano (1971-1990)[17][18]
- Sierva de Dios Chiara Lubich (1920-2008)[19]
- Siervo de Dios Igino Giordani (1894-1980)[20]
- Siervo de Dios Alberto Michelotti (1958-1980)[21]
- Siervo de Dios Carlo Grisolia (1960-1980)[22]
- Sierva de Dios Margarita Bavosi (1941-1985)[23]
- Venerable Daniela Zanetta (1962-1986)[24]
- Sierva de Dios Renata Borlone (1930-1990)[25]
- Siervo de Dios Dario Porta (1930-1996)[26]
- Siervo de Dios Manuel Pascual Perrin (1925-2000)[27]
- Sierva de Dios María Cecilia Perrín de Buide (1957-1985)[28]
- Siervo de Dios Marco Bettiol (1992-2010)[29]
- Sierva de Dios Santa Scorese (1968-1991)[30]
- Venerable Maria Orsola Bussone (1954-1970)[31]